# José María Villa

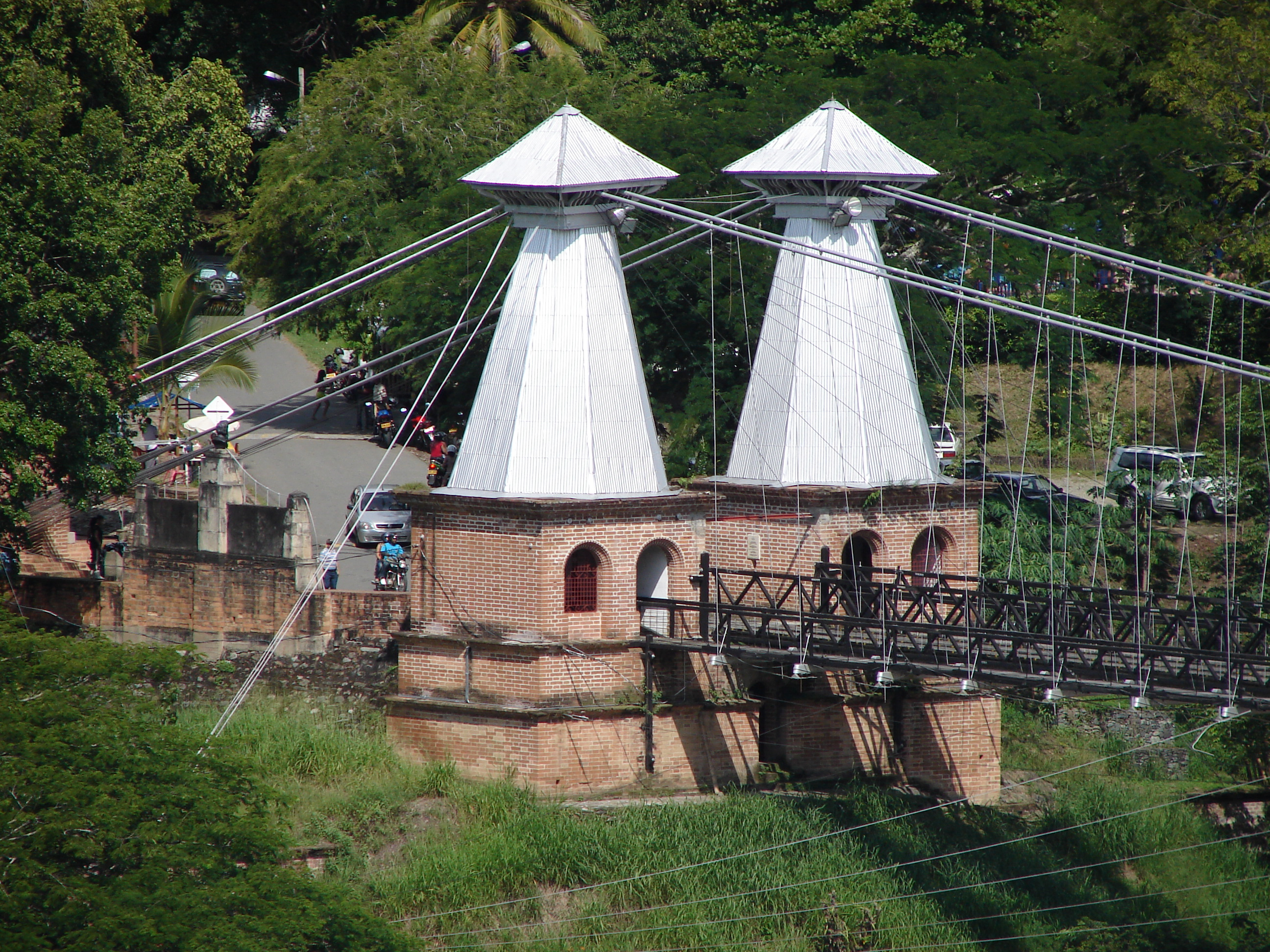

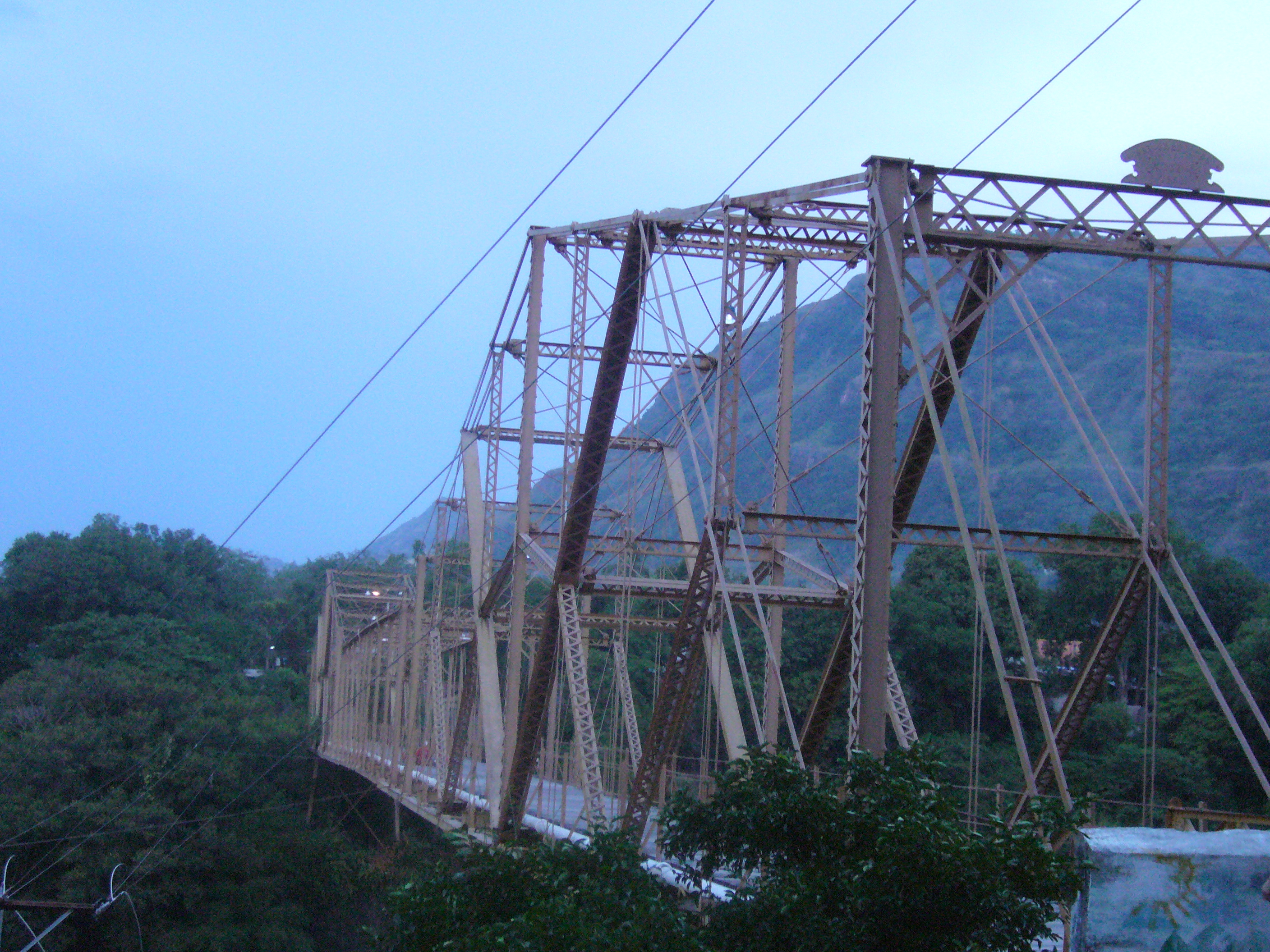

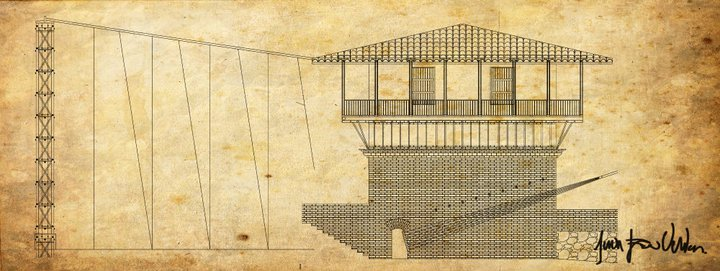

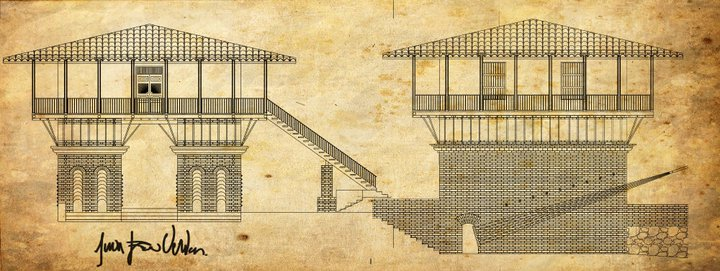

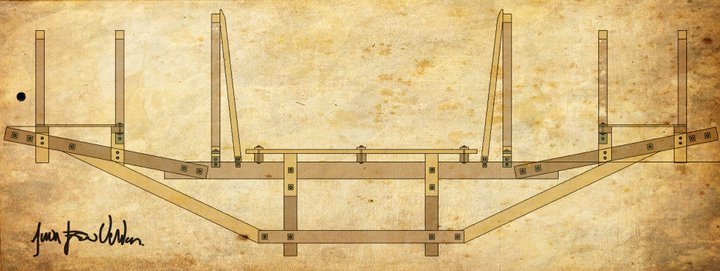

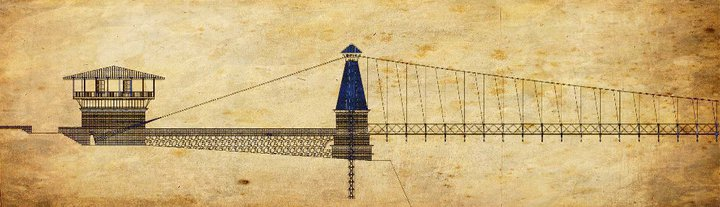

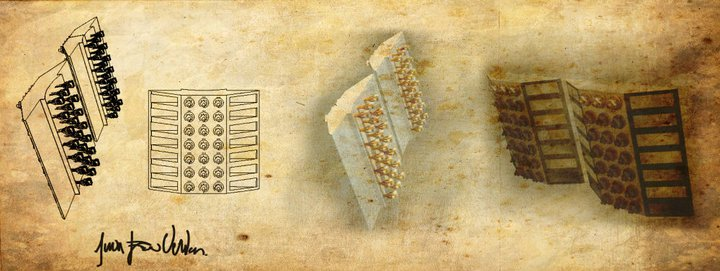

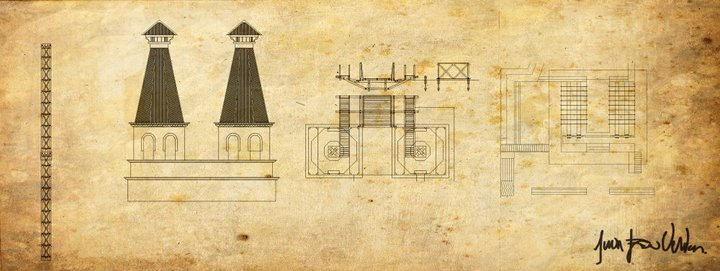

José María Villa Villa (Sopetrán, Antioquia, 18 de octubre de 1850-Medellín, Antioquia, 3 de diciembre de 1913) fue un ingeniero y matemático colombiano que construyó puentes colgantes en varios sitios de Colombia y contribuyó notablemente al desarrollo del país.

## Biografía

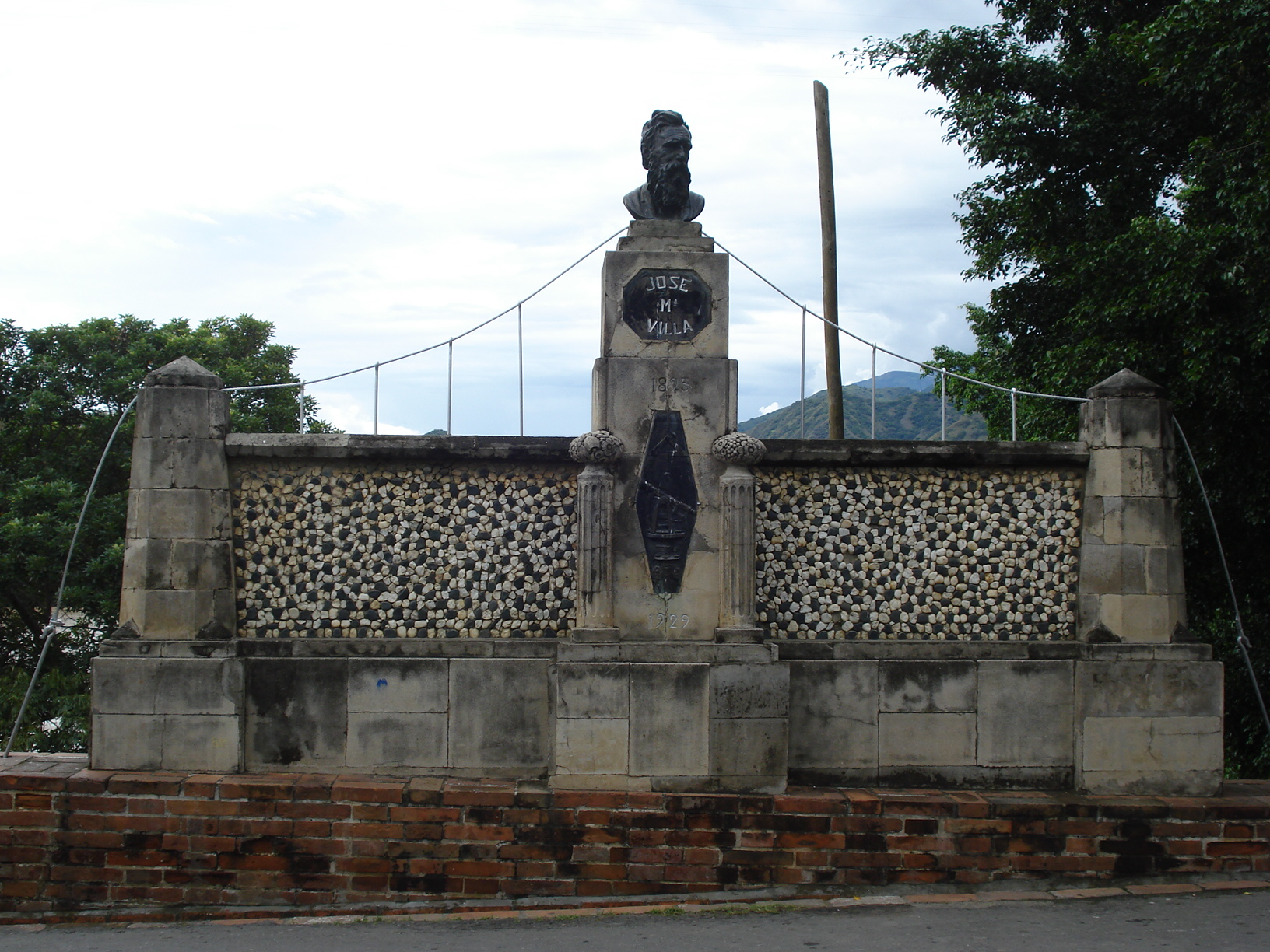
Busto de José María Villa cerca al Puente de Occidente.

Hijo de Sinforiano Villa Vergara y Antonina Villa Leal. Sus antepasados provenían de Asturias y se establecieron en el occidente del departamento, en Antioquia. Los hermanos Toribio y José Ignacio  Villa y Posada , son sus antepasados más remotos de los que se tiene noticia, provenía de Piñeres, consejo de Llanes, Asturias, España y que murieron murió en 1698 el valle de Aburrá, hoy Medellín.
Nació en La Siberia, la finca de su familia, la cual está localizada sobre la ladera de la montaña en la zona donde hoy está el corregimiento Horizontes de Sopetrán, a 30 km del casco urbano de Sopetran  y a 2100 m.s.n.m. La casa aún existe, y fueron los terrenos, el paisaje, los campos de cultivo, los caminos que vio, pisó y amó José María Villa.
Sus primeros conocimientos y el camino de su fulgurante genio fue marcado por su familiar el médico y pedagogo Juan Nepomuceno Villa Villa, quien fue su tutor durante varios años dándole contenido y fondo a una mente que el mismo Juan Nepomuceno reconoció como destinada a luchas y logros más allá de lo que su pueblo pudiese imaginar.
El Dr. Juan Nepomuceno Rector del colegio Caldas y Mayor líder político de la región se encargó de que su familiar el joven José María,  tuviese todos los medios de que se dispusieran para crear en el un pensamiento crítico, unas bases graníticas y lograr esa personalidad sólida e intelectual que un hombre de su envergadura debía tener.
El Dr. Juan Nepomuceno tuvo a Josema como le decía de cariño 5 años en su colegio, 25 en su hogar y 45 en su corazón.
Esta relación de cariño y respeto unido por el amor al conocimiento, fue abrevadero para la mente genial del joven Ingeniero Villa y para el viejo médico sabio Villa.
Su vida transcurrió entre 1850 y 1913. Desde allí es inesperado encontrar que desde el corredor de esa casa puede verse a lo lejos (tal vez a unos cinco o seis kilómetros de distancia y mil setecientos metros más abajo) el puente de Occidente sobre el río Cauca, maravilla de la ingeniería antioqueña, construido por él hace más de 120 años, como si ese lugar hubiese sido planeado desde siempre por este hombre genial.
Después de abandonar su terruño de las manos de Juan Nepomuceno, Villa Ingresó a la Escuela de Artes y Oficios de Medellín y después a la Escuela de Ingeniería de la Universidad de Antioquia. La guerra civil de 1876 obligó al cierre de la Universidad. 
Ante la imposibilidad de continuar sus estudios en Colombia y gracias al apoyo del General  Pedro Justo Berrío, gobernador de Antioquia, viajó a Estados Unidos y se matriculó en el Instituto Stevens, en Hoboken, Nueva Jersey.
La continuación de la guerra obligó a suspender la ayuda que el Estado le enviaba, cuando apenas iba en la mitad de la carrera de ingeniería. Entonces recurrió a una propuesta brillante y atrevida: solicitó a la institución que le permitiera presentar los exámenes de las materias correspondientes a los dos años que le faltaban. Contra toda lógica, pero después de ver sus dotes como matemático.
La universidad le aceptó el reto y, contra todo pronóstico, aprobó todas las pruebas y obtuvo el título. Fruto de la inteligencia y la tenacidad.
Su tesis de grado, sobre la Mecánica del calor, fue laureada. Rápidamente fue reconocido en el exigente medio estadounidense como un gran talento científico y práctico en matemáticas e ingeniería. Tomás Alva Edison, el gran físico e inventor, lo conoció, lo apreció y repetidamente lo invitó a trabajar con él, ellos dos mantuvieron correspondencia y amistad durante 30 años sementando un respeto más en la humanidad y personalidad de un hombre que nunca dejó indiferente a nadie con quien tuviese trato.
José María Villa Villa se vinculó como ingeniero en la construcción del puente colgante de Brooklyn, en Nueva York. Allí no sólo aprendió la teoría y la práctica de estas obras monumentales, que aplicaría más tarde en Antioquia, también observó cómo se desarrollaban, sobre la marcha, a medida que el trabajo avanzaba, teorías y técnicas nuevas para su diseño y construcción. Ese método de trabajo dejó honda huella en su espíritu analítico y práctico, en los recursos mecánicos para semejante empresa inscribiendo su nombre como uno de los hombres que hizo posible el puente más grande del mundo que iniciaba la entrada de los EE. UU. a la modernidad.
Regresó a Antioquia en 1880. Además de la inestabilidad política y las guerras, el Estado estaba inmerso en una agitada ebullición social y económica. La colonización antioqueña hacia el sur y el occidente, amén de las actividades de minería, comercio y cultivo del café, hacían indispensable sortear el aislamiento geográfico por falta de medios de comunicación. Éste era un propósito personal desde siempre como el propósito  del Estado Antioqueño además  de los empresarios privados de la región.

### El inicio de su carrera
El río Cauca constituía una barrera de envergadura. Los viajeros podían cruzarlo con gran dificultad y alto riesgo mediante barcas cautivas, vados o nado, cuando las aguas lo permitían. El ingeniero Villa centró su atención en la solución de las comunicaciones en el gran río.
Vale la pena decir para crear un mapa de referencia, que nos ubique en el problema, el reto y sus soluciones.
Que las tres cordilleras de Colombia están separadas por dos enormes ríos, el río magdalena que separa la cordillera central de la oriental y el río cauca que separa la cordillera central de la occidental.
En Antioquia el río cauca estaa encañonado por enormes montañas con afluentes depositarios al cauca, lo que hacia del río cauca o río mono, como lo llaman los nativos, un río impredecible, pues las innumerables montañas creaban crecientes insospechadas y su aspecto turbio y sedimentado lo hacían peligroso al no visualizar todos los peligros que el río contuviese.
La primera iniciativa concreta nació en el suroeste antioqueño, específicamente el proyecto de un puente sobre el Río Cauca para el camino entre Jericó y Fredonia. Don Alonso Ángel obtuvo el privilegio para construir y explotar esa obra en el sitio Las Piedras, creó la sociedad constructora respectiva y contrató a José María Villa Villa para emprenderla. Este puente colgante tuvo una importancia enorme porque facilitó las comunicaciones entre el suroeste y el resto de Antioquia, dando paso a las recuas de mulas, el transporte de ganado y el tránsito de pasajeros, fundamentales para el progreso de la región. La obra se hizo entre 1881 y 1885.
Cuando se terminó, la gente empezó a llamarlo el Puente de la Iglesia, por sus bellas torres con arcos góticos. Algunas mujeres se negaban a cruzarlo sin cubrir su cabeza con un pañuelo, por reverencia. Más adelante se llamó puente Iglesias. El peaje que se cobraba para el paso valía quince centavos por cada caballo, mula o res y cinco centavos por cada viajero de a pie o para el ganado menor. El puente fue dinamitado en el siglo XX para dar paso a otra construcción moderna.
Mientras esta obra estaba en proceso, un grupo de empresarios buscó a José María Villa para proponerle la construcción de otro puente sobre el Cauca en el camino entre Yarumal e Ituango, en el sitio Pescadero. Obviamente, Villa consideró difícil aceptar, por la enorme distancia entre los dos sitios, pero terminó recibiendo el contrato. Inició obras en 1882. Sin estar culminado, el puente tuvo que prestar servicio para el paso de tropas en la guerra de 1884 y 1885. Fueron tiempos difíciles por las confiscaciones y falta de dinero generados por la guerra. Villa tramitó préstamos en los que actuó como tomador y fiador. Finalmente el puente se entregó en 1886. También se destruyó en el siglo XX para dar paso a otra estructura. El sitio será inundado por el embalse de la central Hidroituango.

### La consolidación
Esos dos puentes permitieron a la gente conocer de primera mano la calidad de José María Villa, cuyo prestigio había llegado bien acreditado del exterior. Inclusive, algunos representantes del Gobierno del Estado manifestaron que los trabajos de este hombre eran impecables en su eficacia, economía, calidad y firmeza. Agregaron, incluso, que la remuneración obtenida no compensó los sacrificios que se había impuesto el ingeniero Villa en tan penosa labor.
Villa se destacaba también como persona sencilla y amable, sobria en el vestir, aunque orgullosa y respetuosa de su dignidad de ingeniero. La robustez de sus obras daba fe de la firmeza de su persona y de sus conocimientos. Le gustaban las tertulias con sus amigos, en medio de los aguardientes, en las cuales conversaban agradablemente de todo lo que ocurría a su alrededor.

### El Puente de Occidente
En enero de 1887 el Ministerio de Fomento y el gobernador Marceliano Vélez concedieron a los señores Gómez Hermanos y Braulio Chavarriaga permiso «para construir un puente colgante sobre el río Cauca en el paso de La Pintada, en el camino de Lomitas a Arquía, pasando por los distritos de Santa Bárbara y Valparaíso». El sitio se llamaba así por una casa de hacienda cercana, la única que tenía la fachada pintada. El contrato también le fue adjudicado a José María Villa. La obra, culminada en 1895, permitió mejorar la comunicación de Antioquia con el sur de Colombia y reforzar el transporte desde el Suroeste antioqueño hacia el centro.
Le llegó la hora a la obra cumbre del ingeniero Villa, con la que soñaron tanto el joven José María como su padre allá arriba en La Siberia, su casa de Horizontes: El puente de Occidente para unir Sopetrán con Santa Fe de Antioquia. El gobernador Vélez estaba empeñado en mejorar las vías de Antioquia, en este caso el camino de occidente, buscando salida al mar por Urabá.
En Santa Fe de Antioquia se conformó la Sociedad Puente de Occidente S. A., liderada por Enrique White y por el mismo gobernador, con la participación como socios, entre otros, del Estado de Antioquia, Carlos del Corral, Julio C. del Corral, Federico Villa, Julio Ferrer, Lucio Martínez y Alonso Ángel. Iniciaron labores en noviembre de 1887. Villa estaba feliz y optimista. Sabía a lo que se enfrentaba y ya había dicho: «La obra es practicable y está al alcance de los recursos con los que podemos contar».
Para garantizar esa factibilidad técnica y financiera, José María Villa se esforzó en encontrar un diseño que se acomodara a la magnitud del puente, 291 metros de largo, 167 toneladas de peso muerto y 95 toneladas de carga viva admisible. Y, lo más importante, la selección de los materiales que cumplieran con la resistencia, el peso y la durabilidad, y cuyo costo fuese accesible. Era fundamental planear cuidadosamente cuáles materiales y piezas debería importar y cuáles fabricarlos o procurárselos en la región.
El sitio de la obra se convirtió en una verdadera fábrica. Montó dos tejares para los ladrillos; varios aserríos para la madera de cedro amarillo, cedro negro y comino; una trenzadora para los cables, y un taller de forja y fundición. Cada una de las piezas se seleccionó mediante un riguroso análisis técnico y económico: millares de tuercas y tornillos, péndolas de suspensión, abrazaderas, guardacables, cables, alambres, varillas, galápagos, anclas, piezas de madera y más. Contrató en la región los artesanos más expertos y hábiles para cada labor.
Los cables son el principal elemento de soporte de la estructura y merecen mención detallada. Debían importarse, pues no había producción nacional, para transportarlos en vapor hasta Puerto Berrío y desde allí a lomo de mula hasta la obra. No podían venir trenzados, porque las mulas no podrían con el peso. Los hilos de acero del calibre #11 BWG se trajeron en rollos pequeños.
Mediante ensayos de carga que les hizo a muestras del alambre, Villa calculó que debía sostener el puente con cuatro cables, cada uno conformado por un total de 798 alambres o hilos individuales. Después de un cuidadoso análisis, decidió que cada cable estaría conformado por 21 manojos de alambres y que cada manojo contendría 38 alambres trenzados. Los manojos se amarrarían entre sí mediante abrazaderas para formar un cable. De paso, digamos que la longitud total del alambre requerido ascendió a casi un millón de metros.
Para el diseño del puente eran fundamentales las torres de apoyo y los anclajes de los cables. Igualmente, la resistencia de la estructura contra los fuertes vientos que soplan sobre el cauce del río. Para el diseño se ayudó de pequeños modelos del puente a escala que montó a la orilla del cauce para observar su comportamiento con el viento. Era indispensable conseguir que al soplar el viento, el puente no oscilara como si fuera una hamaca y, menos aún, que fuera a dar vuelta sobre sí mismo. Para ello había que comprobar la proporción adecuada entre la altura de las torres y la longitud del puente, así como la eficacia de los cables tensores laterales para contrarrestarlo.
Para poner los cables de lado a lado del río, el ingeniero Villa tendió sobre el cauce un puente peatonal de treinta centímetros de ancho y un cable delgado sobre el cual se desplazaba una polea o roldana, de su invención, que halaba lentamente el cable. Seleccionó cuidadosamente los trabajadores que harían este delicado trabajo, no podían sufrir vértigo.
El puente se entregó el 27 de diciembre de 1895. Hasta el lugar llegaron gentes de Santa Fe de Antioquia, Sopetrán y Medellín, en alegres grupos. El día era una fiesta. En presencia de la concurrencia, encabezada por el gobernador de Antioquia y el obispo de Santa Fe de Antioquia, se hizo la prueba de carga de la estructura, metiendo en ella un elevado número de reses, que quedaron quince minutos mugiendo y pateando. El examen posterior mostró que la estructura no había cedido con la carga. El público estalló en aplausos y en gritos de «¡Viva José María Villa!», a los cuales éste contestaba: «¡Que beba!».
La presa de la central Hidroituango se está construyendo actualmente, segunda década del siglo XXI, a unos setenta kilómetros aguas abajo del puente de Occidente. Es pertinente mencionar que la altura de esta presa se limitó de tal manera que el embalse no fuera a inundar esta obra maestra de la ingeniería.
En 1930, un viajero extranjero anotaba, encantado con esta obra: "El puente sobre el río Cauca, que corre caudaloso a nuestros pies, está considerado en los Estados Unidos el séptimo del mundo por su longitud y resistencia; aún siendo ligero, puede considerarse uno de los más hermosos. Al constructor, ingeniero José María Villa, colombiano (acaso lo creerán inglés, debido al material que empleaba en la construcción), ha hecho obra digna de celebrarse".
Existen dos libros que narran su historia de manera detallada y amena. Ellos son «José María Villa, un genio desconocido», de Hernán Echeverri Coronado, y «José María Villa, el violinista de los puentes colgantes», de Pilar Lozano.
Su vida estuvo entregada al estudio y al trabajo, su capacidad de análisis, su sentido práctico de la ingeniería, su honradez a toda prueba como individuo y como ingeniero, que hacen de él un paradigma, un modelo de vida. Antioquia siempre estará en deuda con él.
José María Villa con su personalidad racional, su gran porte, su gusto por la música y por la vida simple se le considera una de las mentes más brillantes de Colombia.
Estos cuatro puentes colgantes sobre el río Cauca fueron hitos en el camino del progreso de Antioquia. No fueron fáciles, pero tampoco imposibles, pues en ellos se dio la conjunción perfecta del liderazgo y los conocimientos de un hombre excepcional como José María Villa, que supo acompañarse por artesanos y obreros hábiles y experimentados en tareas de albañilería, herrería, aserrío, carpintería, montaje de piezas, todos ellos trabajadores, osados, honrados y valerosos, capaces de enfrentarse a grandes retos y esfuerzos titánicos.

## Participaciones
El ingeniero Villa participó en la construcción de los puentes Brooklyn, sobre el East River de Nueva York (EE. UU.), Puente Iglesias (Fredonia), Pescadero, La Pintada y Puente Navarro en el municipio de Honda (departamento del Tolima).
Planos y Gráficos Arq.  Juan Villa Martínez  Obra Memorias (Mi  Ingeniero).